# 青盲 (眼病)
青盲是中醫眼科病名，定義是「眼睛外觀良好，而視力逐漸下降至盲無可見」 的慢性疾病，類似西醫的視神經萎縮。
「青盲」一詞最早出現於《神農本草經》，而後《諸病源候論》記載其病因、病理及徵候。

## 病徵
中醫理論認為青盲是因肝腎精氣不足、精血虧損，兼以脾胃虛弱，不能上達於眼所引起。
早期階段，患者雙眼外觀並無異常，但視物模糊不清，稱為「視瞻昏渺」；如果患者眼前看見陰影，甚至呈現青綠、碧藍或赤黃的顏色，稱為「視瞻有色」。
隨著視力逐漸減退以至失明，但雙眼外觀仍然完好，則稱之為「青盲」。

## 另見
「暴盲」的定義是「單眼或雙眼的視力猝然急遽下降，甚至失明」，類似西醫的視網膜中央動脈阻塞或非動脈炎性前部缺血性視神經病變。